# Angelo Menon
Angelo Menon (Verona, Vèneto, 29 d'octubre de 1919 - Montpeller, 13 de desembre de 2013) va ser un ciclista italià, que fou professional entre 1940 i 1953. En el seu palmarès destaca una etapa del Giro d'Itàlia de 1951 i una a la Volta a Catalunya de 1949. El 25 de març de 1955 es nacionalitzà francès.

## Palmarès
- 1947
  - Vencedor d'una etapa al Circuit de Cantal
  - Vencedor d'una etapa a la Grenoble-Torí
- 1949
  - Vencedor d'una etapa a la Volta a Catalunya
- 1950
  - Vencedor d'una etapa a la Volta a Algèria
- 1951
  - 1r a Mende
  - Vencedor d'una etapa al Giro d'Itàlia
  - Vencedor de 2 etapes a la Volta al Marroc
  - Vencedor de 2 etapes a la Volta a Algèria
- 1952
  - 1r a la Luxemburg-Nancy

### Resultats al Giro d'Itàlia
- 1946. Abandona
- 1947. 10è de la classificació general
- 1948. 12è de la classificació general
- 1951. 33è de la classificació general. Vencedor d'una etapa